# Cimetière Assistens
Le cimetière Assistens (danois : Assistens Kirkegård) est situé dans un large parc du quartier Nørrebro de Copenhague, au Danemark.  Établi en 1760, c'est un des plus grands cimetières de la capitale avec le cimetière Vestre. Parfois surnommé « Cimetière de Nørrebro », c'est un lieu commun de promenade des résidents du quartier, de parcours touristique entre les tombes des personnages célèbres enterrés, ou de pique-nique et de bain de soleil. Un marché aux puces est organisé le long de ses murs, chaque samedi de mai à octobre.

## Personnalités enterrées

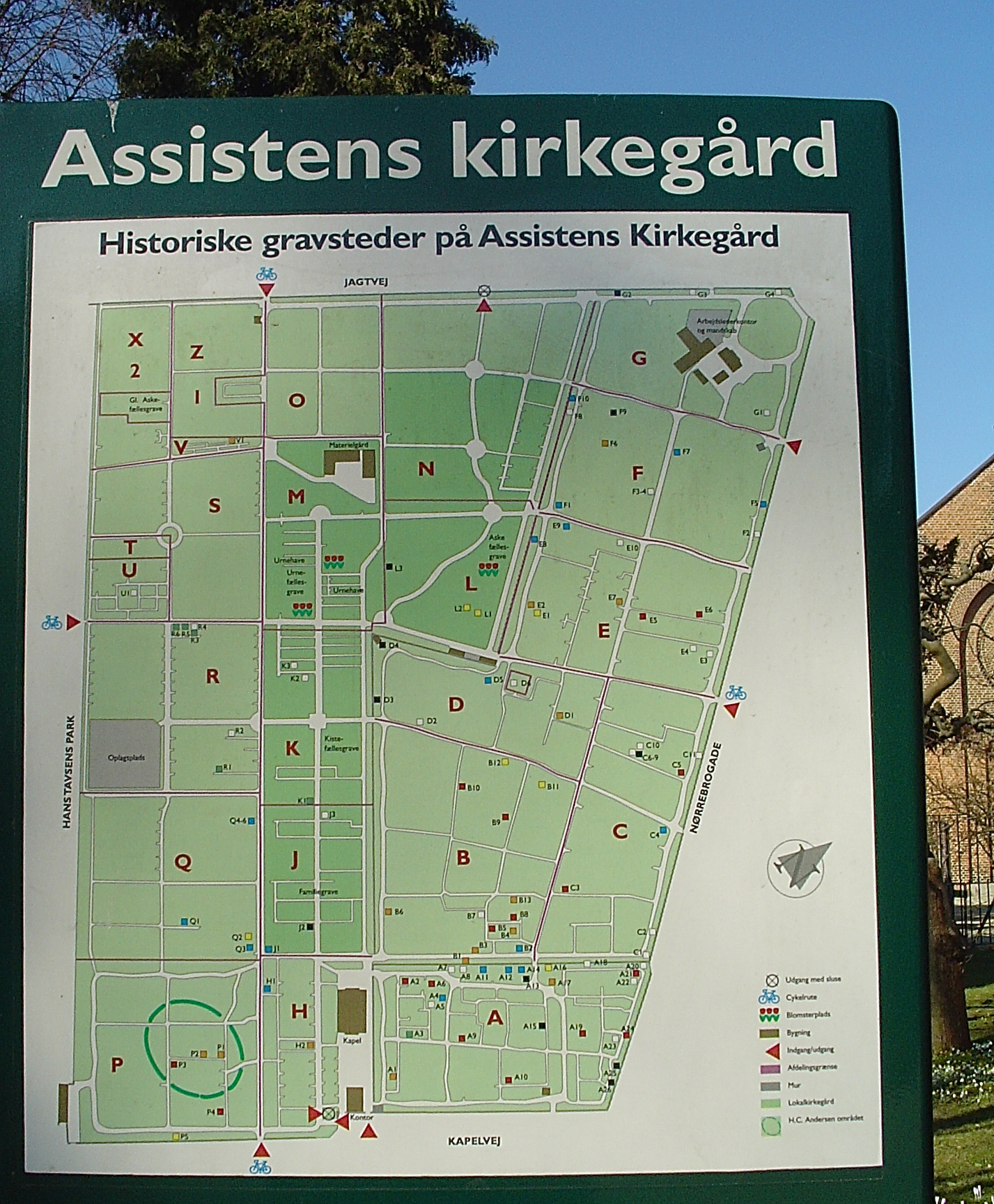
Carte des tombes célèbres.

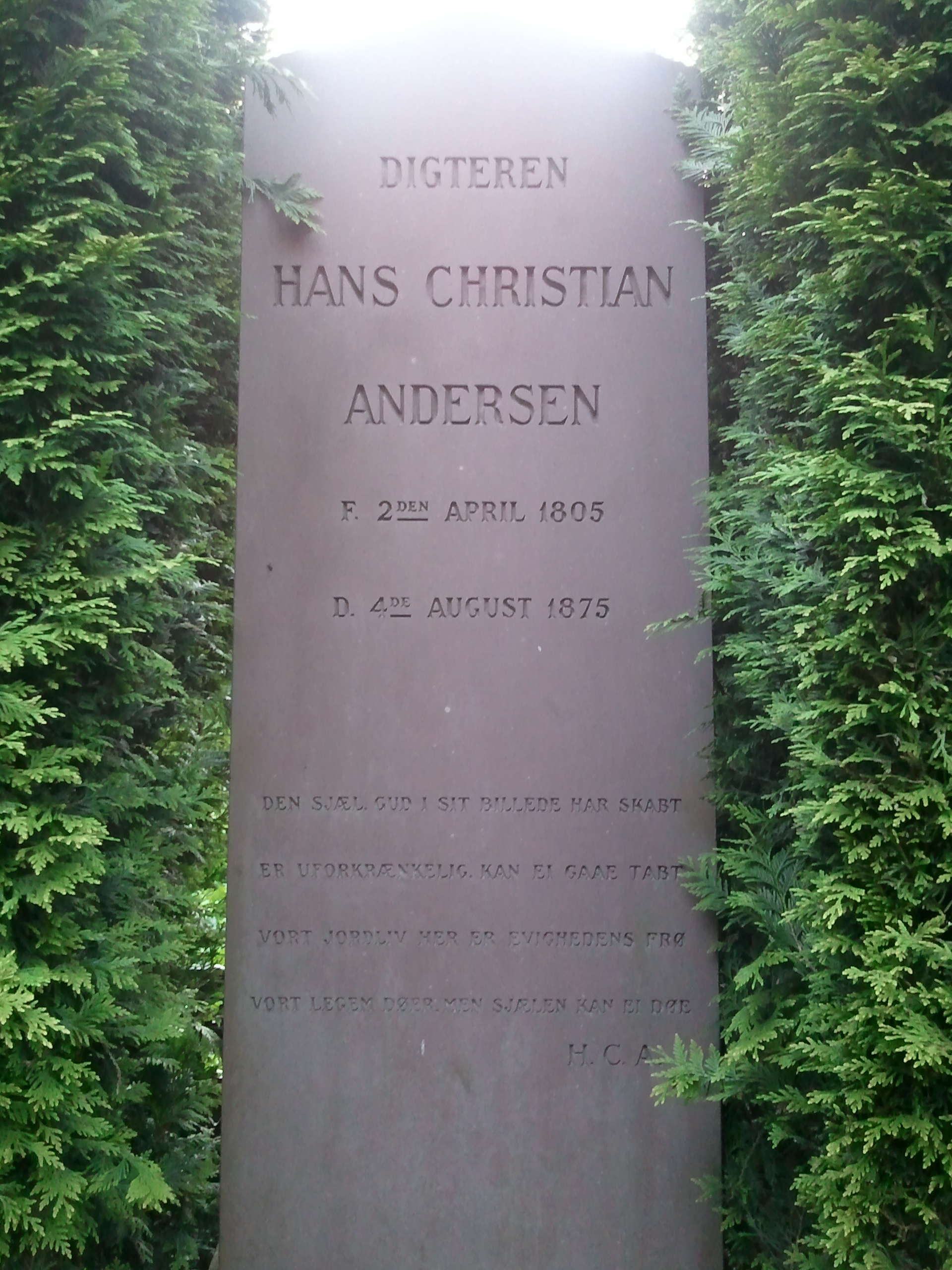
Tombe de Hans Christian Andersen.

- Nikolaj Abraham Abildgaard (1743-1809), peintre
- Hans Christian Andersen (1805-1875), écrivain
- Niels Bohr (1885-1962), scientifique et prix nobel
- Richard B. Boone (1930-1999), musicien de jazz américain
- Auguste Bournonville (1805-1879), danseur de ballet, chorégraphe
- Etta Cameron (1939-2010), chanteuse
- Kenny Drew (1928-1993), pianiste de jazz américain
- Christoffer Wilhelm Eckersberg (1783-1853), peintre
- Emil Hartmann, compositeur
- Oluf Hartmann, peintre
- Henry Heerup (1907-1993), peintre, sculpteur
- Søren Kierkegaard (1813-1855), philosophe
- Charlotte Klein (1834-1915), éducatrice et militante
- Christen Købke (1819-1848), peintre
- Knud Erik Larsen (1865-1922), peintre[2]
- Lauritz Melchior (1890-1973), chanteur d'opéra
- Poul Martin Møller (1794-1838), philosophe
- Martin Andersen Nexø (1869-1954), écrivain
- Regine Olsen (1822-1904), l'amour de Kierkegaard
- Hans Christian Ørsted (1777-1851), scientifique
- Rasmus Rask (1787-1832), philologue
- Peter von Scholten (1784-1854), gouverneur des Indes occidentales danoises
- P.C. Skovgaard (1817-1875), peintre
- Edvard Storm (1749-1794), écrivain et poète
- Dan Turèll (1946-1993), écrivain
- Georges Ulmer (1919-1989), compositeur et chanteur
- Ben Webster (1909-1973), musicien de jazz américain
- Johannes Wiedewelt (1731-1802), sculpteur
- Peter Atke Castberg (1779-1823), fondateur d'école danois pour les sourds
- Marie Zinck (1789-1823), actrice et chanteuse d'opéra[3]